# Psechrus
Psechrus is een geslacht van spinnen uit de familie Psechridae. De wetenschappelijke naam van het geslacht werd voor het eerst geldig gepubliceerd in 1878 door Thorell. De typesoort van het geslacht is Tegenaria argentata Doleschall, 1857.

## Soorten
De volgende soorten zijn bij het geslacht ingedeeld:
- Psechrus aluco Bayer, 2012[5]
- Psechrus ampullaceus Bayer, 2014[4]
- Psechrus ancoralis Bayer & Jäger, 2010[6]
- Psechrus annulatus Kulczyński, 1908[7]
- Psechrus antraeus Bayer & Jäger, 2010[6]
- Psechrus arcuatus Bayer, 2012[5]
- Psechrus argentatus (Doleschall, 1859)[8]
- Psechrus arietinus Bayer, 2014[4]
- Psechrus borneo Levi, 1982
- Psechrus cebu Murphy, 1986
- Psechrus clavis Bayer, 2012[5]
- Psechrus crepido Bayer, 2012[5]
- Psechrus decollatus Bayer, 2012[5]
- Psechrus demiror Bayer, 2012[5]
- Psechrus elachys Bayer, 2012[5]
- Psechrus fuscai Bayer, 2012[5]
- Psechrus ghecuanus Thorell, 1897
- Psechrus hartmanni Bayer, 2012[5]
- Psechrus himalayanus Simon, 1906
- Psechrus huberi Bayer, 2014[4]
- Psechrus inflatus Bayer, 2012[5]
- Psechrus insulanus Bayer, 2014[4]
- Psechrus jaegeri Bayer, 2012[5]
- Psechrus jinggangensis Wang & Yin, 2001
- Psechrus kenting Yoshida, 2009[9]
- Psechrus khammouan Jäger, 2007
- Psechrus kinabalu Levi, 1982
- Psechrus kunmingensis Yin, Wang & Zhang, 1985
- Psechrus laos Bayer, 2012[5]
- Psechrus libelti Kulczyński, 1908[7]
- Psechrus luangprabang Jäger, 2007
- Psechrus marsyandi Levi, 1982
- Psechrus mulu Levi, 1982
- Psechrus norops Bayer, 2012[5]
- Psechrus obtectus Bayer, 2012[5]
- Psechrus omistes Bayer, 2014[4]
- Psechrus pakawini Bayer, 2012[5]
- Psechrus quasillus Bayer, 2014[4]
- Psechrus rani Wang & Yin, 2001
- Psechrus schwendingeri Bayer, 2012[5]
- Psechrus senoculatus Yin, Wang & Zhang, 1985
- Psechrus sinensis Berland & Berland, 1914
- Psechrus singaporensis Thorell, 1894[10]
- Psechrus steineri Bayer & Jäger, 2010[6]
- Psechrus taiwanensis Wang & Yin, 2001
- Psechrus tauricornis Bayer, 2012[5]
- Psechrus tingpingensis Yin, Wang & Zhang, 1985
- Psechrus torvus (O. P.-Cambridge, 1869)
- Psechrus triangulus Yang et al., 2003
- Psechrus ulcus Bayer, 2012[5]
- Psechrus vivax Bayer, 2012[5]
- Psechrus wade Bayer, 2014[4]
- Psechrus zygon Bayer, 2012[5]

### Synoniemen
- Psechrus alticeps Pocock, 1899 = Psechrus torvus (O. P.-Cambridge, 1869)[11]
- Psechrus castaneus Hogg, 1915 = Psechrus argentatus (Doleschall, 1859)[12]
- Psechrus curvipalpis Fage, 1929 = Psechrus singaporensis Thorell, 1894[13]
- Psechrus flavolineatus (Rainbow, 1898, T from Uloborus) = Psechrus argentatus (Doleschall, 1859)[14]
- Psechrus guiyangensis Yin, Wang & Zhang, 1985 = Psechrus sinensis Berland & Berland, 1914[15]
- Psechrus xinping Chen et al., 2002 = Psechrus tingpingensis Yin, Wang & Zhang, 1985[16]
- Tegenaria argentata Doleschall, 1857[2] = Psechrus argentatus (Doleschall, 1857)
- Uloborus flavolineatus Rainbow, 1898 = Psechrus argentatus (Doleschall, 1857)
- Tegenaria torva O. P.-Cambridge, 1869 = Psechrus torvus (O. P.-Cambridge, 1869)
- Lancaria torva Karsch, 1879 = Psechrus torvus (O. P.-Cambridge, 1869)